# Ceratocaryum persistens
Ceratocaryum persistens är en gräsväxtart som beskrevs av Hans Peter Linder. Ceratocaryum persistens ingår i släktet Ceratocaryum och familjen Restionaceae. Inga underarter finns listade i Catalogue of Life.